# واصف باختری
واصف باختری (۲۴ اسفند ۱۳۲۱ – ۲۸ تیر ۱۴۰۲) از شاعران فارسی‌زبان بنام افغانستان بود.

## زندگی
محمد شاه واصف باختری، در جوزا/خرداد ۱۳۲۱ در مزارشریف بلخ زاده شد. وی لیسه باختر (دبیرستان باختر) و حبیبیه را در افغانستان خواند. واصف باختری در سال ۱۳۴۵ کارشناسی زبان و ادبیات فارسی دری را از دانشگاه کابل گرفت/ او مدتی ویراستار کتاب‌های درسی وزارت تعلیم و تربیه بود. واصف باختری در سال ۱۳۵۳ برای ادامه تحصیل در رشته آموزش‌وپرورش به دانشگاه کلمبیای شهر نیویورک رفت و در سال ۱۳۵۴ گواهینامهٔ ماستری (کارشناسی ارشد) به دست آورد. او پس از بازگشت به افغانستان تا سال ۱۳۵۷ به کار در وزارت تعلیم و تربیه ادامه داد. نزدیکی او با کنشگران سیاسی چپگرا در افغانستان باعث شد برای بیش از یک سال ۱۳۵۷ تا ۱۳۵۸ از سوی دولت وقت زندانی شود.
واصف باختری از سال ۱۳۴۶ تا سال ۱۳۷۵ عضو ریاست دارالتألیف، مدیر مسئول مجله ژوندون ارگان نشراتی انجمن نویسندگان افغانستان و دبیر بخش شعر آن انجمن بود.
واصف باختری از سال ۱۳۶۱ تا ۱۳۷۴ در اتحادیه نویسندگان افغانستان در سمت‌های سردبیر بخش شعر، مدیر مسئول مجلۀ ژوندون و منشی دبیرخانه اتحادیه کار کرد. در طول این سال‌‌ها در آموزشگاه این اتحادیه کار می‌کرد. او سال‌ها عضو گروه دبیران بنیاد فرهنگ افغانستان، عضو گروه رهبری کانون حکیم ناصر خسرو، عضو شورای مرکزی انجمن فرهنگی خوشحال‌خان، و عضو هیئت رئیسۀ اتحادیه خبرنگاران افغانستان بود.
واصف باختری از سال ۱۳۷۵ تا ۱۳۸۰ در پیشاور زندگی کرد و پس از آن به عنوان پناهنده، در ایالات متحده آمریکا زندگی می‌کرد.
واصف باختری در غزل‌سرایی به ملک الشعرا بهار و در سرایش شعر نو به مهدی اخوان‌ثالث پهلو می‌زد.

## آثار
از واصف باختری تا اکنون هفت دفتر شعر و یک گزینه از میان این هفت دفتر، و کتابی در زمینهٔ عرفان و شعر فارسی به نام نردبان آسمان چاپ و انتشار یافته‌است که چیزی شبیهٔ کتاب عبدالحسین زرین‌کوب به نام پله پله تا ملاقات خدا است.
- و آفتاب نمی‌میرد
- از میعاد تا هرگز
- از این آیینه بشکسته تاریخ
- تا شهر پنج ضلعی آزادی
- دیباچه یی در فرجام
- در استوای فصل شکستن
- مویه‌های اسفندیار گمشده
- دروازه‌های بسته تقویم

آثار پژوهشی و ادبی دیگر واصف باختری از این قرارند:
- سرود و سخن در ترازو
- گزارش عقل سرخ، پژوهشی
- درنگ‌ها و پیرنگها، پژوهشی
- بازگشت به الفبا، پژوهشی
- اسطوره یی بزرگ شهادت، ترجمه یی شعر